# Рока Бјанка II (Палермо)
Рока Бјанка II је насеље у Италији у округу Палермо, региону Сицилија.
Према процени из 2011. у насељу је живело 28 становника. Насеље се налази на надморској висини од 414 м.